# Skender Hyseni

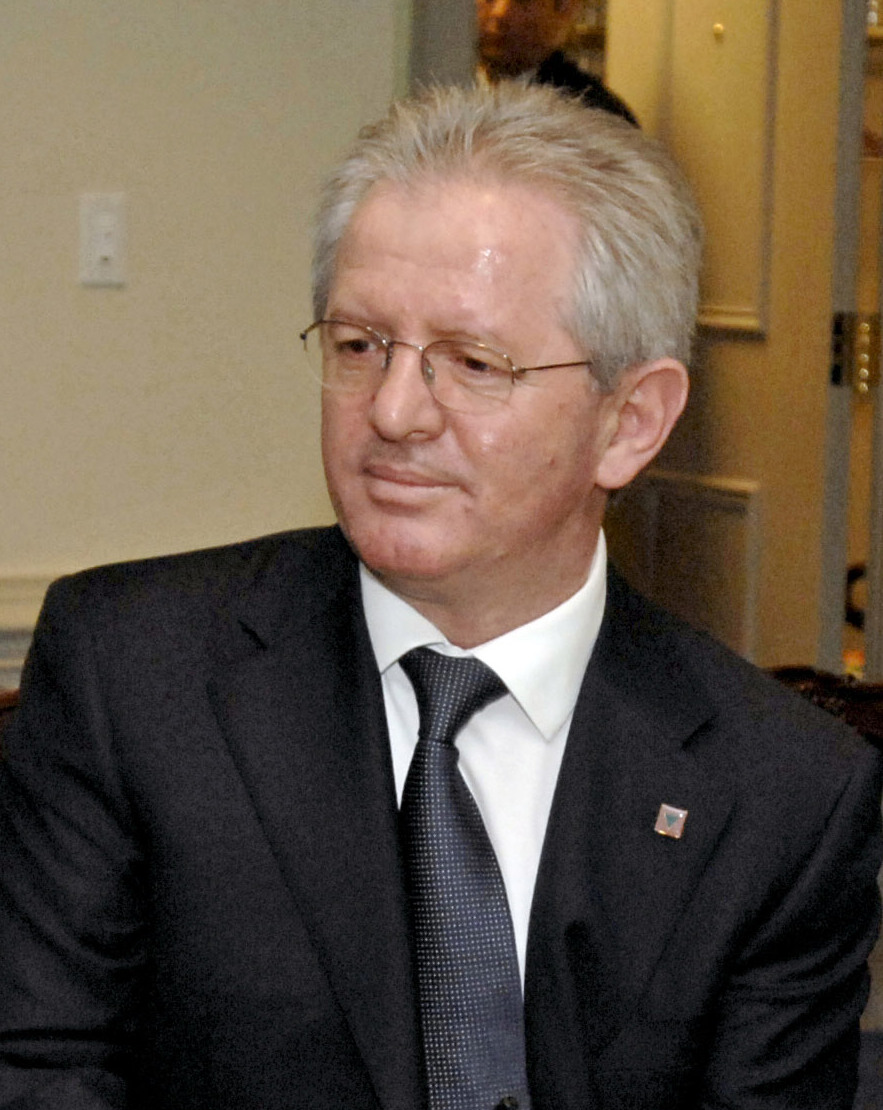
Skender Hyseni

Skender Hyseni, född den 17 februari 1955 i Podujeva i Kosovo i Jugoslavien, är en kosovoalbansk politiker.
Skender Hyseni bedrev studier i engelska språket och litteraturvetenskap vid Pristina universitet. Han blev en tidig partimedlem i Kosovos demokratiska förbund. Under hela 1990-talet var han en nära medarbetare till Ibrahim Rugova och var också hans närmaste rådgivare. Hyseni deltog vid fredskonferensen i Rambouillet 1999. Efter Kosovokriget var han en ledande företrädare i diskussionerna om Kosovos statusfråga. Hyseni utvaldes till ledamot av Kosovos parlament och innehade ministerrollen i departamentet för kultur, ungdom och sport samt var utrikesminister för den självutnämnda republiken Kosovo.
Förutom politisk verksamhet är Hyseni också verksam som både journalist och översättare och är medgrundare av Kosovo Daily Report.